# 加斯东·德·加利费

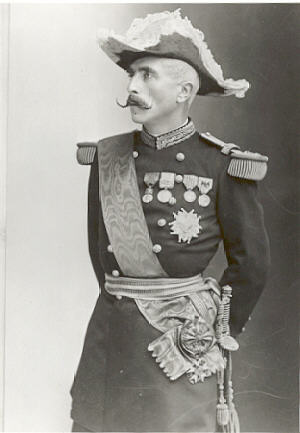
纳达尔拍摄的加利费侯爵的照片

加斯东·亚历山大·奥古斯特，加利费侯爵，马提格亲王（法語：Gaston Alexandre Auguste, Marquis de Galliffet, Prince de Martigues；1830年1月23日—1909年7月8日）是一位法国将军，最有名的事迹是在1871年参与对巴黎公社的镇压。他是瓦尔德克-卢梭内阁在世纪之交时的战争部长，为此在社会主义运动中引发了一场论战，因为独立社会党人亚历山大·米勒兰也加入了这个政府，从而与这个「公社的刽子手」并肩站在了一起。

## 军事干预和战争部长
加斯东·加利费于1848年参军，1853年被任命为海军中尉。在1855年的塞瓦斯托波尔围城战、1859年的奥地利-撒丁战争和1860年的阿尔及利亚战争中都表现出色，之后一段时期他担任拿破仑三世皇帝的私人参谋。
在拿破仑三世对墨西哥的干涉战争中，加利费作为一名船长，在1863年包围并猛攻普埃布拉的战役中身负重伤，展现出来巨大的勇气。当他返回法国疗伤时被委以重任，把缴获的军旗和彩旗呈献给皇帝，并被提升为 「少校」。他于1864年返回阿尔及利亚，参加对阿拉伯人的远征，又以一名海军陆战队中校的身份回到墨西哥，在赢得进一步的荣誉之后，于1867年成为第三非洲猎骑兵上校。
在1870–71年的普法战争中，他指挥在莱茵军团中的这个团，在8月30日被提升为准将。在标志着拿破仑三世战败和随后的第二帝国崩溃的色当战役中，他率领非洲猎骑兵旅在玛格丽特将军的骑兵师中英勇冲锋，搏得了普鲁士老国王的赞赏。成为有条件投降的战俘后，他于法国凡尔赛军围攻巴黎期间返回法国，在1871年镇压巴黎公社期间指挥着一个旅。他从此以后与主导这场攻击的阿道夫·梯也尔一道成为法国公共生活中最受批评的人物之一。
在镇压巴黎公社时，在他看来自己是严厉和不妥协地履行他的职责，这让他获得了一个严酷的名声，并贯穿他的整个后半生涯，使他成为报界和下议院不断攻击的对象。1872年，他接管阿尔及利亚的巴特纳部队，指挥了对古莱阿的一次远征，在一场急行军中克服巨大困难穿越沙漠，使叛乱的部落遭受惨败。
在军队全面重组时，他统率第31步兵旅。1875年他被晋升为分区将军，相继指挥了驻第戎的第15步兵师、驻图尔的第9军团，以及1882年驻利摩日的第12军团。1885年时，他成为「最高战争委员会」（Conseil Supérieur de la Guerre）的一员。他连续数年组织骑兵演习，并在所有骑兵方面的问题上，乃至作为一名军事指挥官都在全欧洲享有声誉。
1880年他被莱昂·甘必大授予法国荣誉军团大军官勋章，并被任命为巴黎总督。1887年，他又被授予荣誉军团大十字勋章。他之后在1891年因为成功指挥秋操获得了军功勋章。在1894年再次指挥了军事演习之后，他退出了现役。
之后，他在法国政治中起到了重要作用。作为瓦尔德克-卢梭内阁的战争部长（1899年6月22日—1900年5月29日），在德雷福斯事件期间以坚定地处理军队中的动乱事件而著称。加利费随后退休，回归私人生活。1909年7月8日去世，享年79岁。

## 另请参阅
- 法兰西第二帝国
- 法国武装干涉墨西哥
- 法属阿尔及利亚
- 1870年普法战争
- 1871年巴黎公社